# Kamow Ka-8
Der Kamow Ka-8 (russisch Камов Ка-8) war ein Hubschrauber sowjetischer Konstruktion. Er wurde im Jahre 1946/47 von Nikolai Kamow entwickelt. Der Erstflug fand am 12. November 1947 durch M. D. Gurow statt.

## Entwicklung
Der auch als „Irkutjanin“ bezeichnete Hubschrauber diente als Demonstrator eines neuen Steuerungs- und Rotorkonzeptes. Bei diesem Hubschrauber wurden zwei Hauptrotoren so übereinander angebracht, dass die Rotoren zum Drehmomentenausgleich entgegengesetzt rotierten. Die aus Holz bestehenden Rotorblätter konnten sich aufgrund des Abstandes der beiden Hauptrotoren nicht berühren. Alle drei Achsen des Hubschraubers wurden nur von den Hauptrotoren gesteuert.
Die Maschine war so einfach wie möglich aufgebaut. Sie bestand aus einem Rohrrahmen, an dem zwei Schwimmer als Fahrwerk befestigt waren. Auf dem Rahmen befanden sich der Pilotensitz, der Motor sowie das Rotorgetriebe.
Zunächst konnte sich die Maschine kaum vom Boden lösen, weil der verwendete Motor, ein Motorradmotor, nicht die benötigte Leistung zur Verfügung stellte. Er wurde durch Umbau auf Alkoholbetrieb in seiner Leistung gesteigert, erwies sich jedoch als Kraftquelle für einen Hubschrauber trotzdem nur als bedingt geeignet.
Das Steuerverfahren hingegen erwies sich als voller Erfolg. Mit den insgesamt drei gebauten Mustern wurden insbesondere Entwicklungsprogramme erflogen. Sie wurden aber auch zu Vorführungen verwendet. Am 25. Juli 1948 wurde dieser Typ während der Luftfahrtparade in Tuschino der Öffentlichkeit vorgeführt, bei der der Testpilot Gurow auf der Ladefläche eines Lastkraftwagens landete.
Die Maschine erregte insbesondere die Aufmerksamkeit der sowjetischen Marine. Ihre kleine Bauweise und extrem gute Manövrierfähigkeit machte diese Bauweise für den Schiffseinsatz besonders geeignet, auch deswegen, weil auf den meisten Schiffen keine größeren Umbauten nötig waren, um ein derart kleines Luftfahrzeug mitzuführen. Das OKB Kamow wurde aufgrund der Ka-8 am 7. Oktober 1948 gegründet und entwickelte sich später zum Standard-Hubschrauberlieferant der sowjetischen Marine.

## Technische Daten
| Kenngröße             | Daten         |
| --------------------- | ------------- |
| Konstrukteur          | Nikolai Kamow |
| Besatzung             | 1             |
| Rotordurchmesser      | 5,60 m        |
| Leermasse             | 183 kg        |
| Startmasse            | max. 320 kg   |
| Höchstgeschwindigkeit | 80 km/h       |
| Schwebeflughöhe       | 50 m          |
| Gipfelhöhe            | 250 m         |
| Triebwerk             | ein M-76      |
| Leistung              | 32 kW (44 PS) |